# Ерл Кентон
Ерл Кентон (англ. Erle Cauthorn Kenton; 1896 — 1980) — американський актор, сценарист і режисер. Зняв 131 фільм в період з 1916 по 1957 роки.

## Біографія
Народився 1 серпня 1896 року.
Разом з Едвардом Людвігом був головним режисером телевізійного серіалу The Texan (1958—1960) компанії CBS.
Помер 28 січня 1980 року в місті Глендейл, штат Каліфорнія, від хвороби Паркінсона. Його прах похований у Колумбарії патріотів Мавзолею свободи.

## Фільмографія
- 1924 — Вибір персиків
- 1929 — Мексиканська троянда
- 1932 — Острів втрачених душ
- 1936 — Підробка
- 1942 — Хто це зробив?
- 1942 — Привид Франкенштейна
- 1944 — Будинок Франкенштейна
- 1945 — Будинок Дракули